# Шалињак
Шалињак (фр. Challignac) насеље је и општина у западној Француској у региону Поату-Шарант, у департману Шарант која припада префектури Коњак.
По подацима из 2011. године у општини је живело 308 становника, а густина насељености је износила 23,32 становника/km². Општина се простире на површини од 13,21 km². Налази се на средњој надморској висини од 102 метара (максималној 133 m, а минималној 57 m).

## Демографија
| 1962. | 1968. | 1975. | 1982. | 1990. | 1999. | 2011. |
| ----- | ----- | ----- | ----- | ----- | ----- | ----- |
| 321   | 344   | 257   | 288   | 327   | 314   | 308   |

График промене броја становника у току последњих година